# Itaipusa bispina
Itaipusa bispina är en plattmaskart som beskrevs av Tor Karling 1980. Itaipusa bispina ingår i släktet Itaipusa och familjen Koinocystididae. Inga underarter finns listade i Catalogue of Life.